# Bénonces
Bénonces är en kommun i departementet Ain i regionen Auvergne-Rhône-Alpes i östra Frankrike. Kommunen ligger  i kantonen Lhuis som ligger i arrondissementet Belley. Kommunens areal är 15,33 km². År 2022 hade Bénonces 311 invånare.

## Befolkningsutveckling
Antalet invånare i kommunen Bénonces
Referens: INSEE